# Кети Хопкинс
Кети Хопкинс (енгл. Cathy Hopkins, Манчестер, 1953) енглеска је књижевница са преко 70 објављених наслова.

## Живот
Кети Хопкинс је рођена у Манчестеру, али је живела у Кенији од пете године до једанаесте године, када се њена породица вратила у Енглеску. Певала је са рокенрол бендом Driving Rock and the Rockettes, који је обилазио локалне колеџе и универзитете као предгрупа бендовима Wizard и The Average White Band. Њен отац је писао књиге под именом Били Хопкинс.

## Каријера
Кети Хопкинс је почела да пише књиге 1987. године, сарађујући са карикатуристом  Грејем Џолифијем (Gray Jolliffe) на серији књига о хумору. Објавила је преко 70 књига. Многе од њих су објављене у 33 различите земље. У новије време, Кети Кесиди је почела да пише за старије читаоце, а њен први роман за одрасле објављен је у марту 2017. године под насловом The Kicking the Bucket List. Њен други наслов, Dancing Over The Hill, објављен је у јануару 2018. године, а трећи роман под називом Blast From the Past објављен је у фебруару 2019. године. Њена четврта књига A Vintage Friendship, објављена је у августу 2020. године.
Кети Хопкинс је 2010. године ушла у ужи избор за награду Краљица књижевности за тинејџере.

### Књиге
- Million Dollar Mates series
- Playlist for a Broken Heart (Плејлиста за сломљено срце)
- Love at Second Sight (Љубав на други поглед)
- А Home for Shimmer (Дом за Шимера)
- Mum Never Did Learn to Knock (Мама никада није научила да куца)
- The Valentine's Day Kitten (Маче на Дан заљубљених)

#### Добри типови, лоши трипови
- Добри типови, лоши трипови и брус на надувавање (2001)
- Добри типови, лоши трипови и свемирски пољупци (2001)
- Добри типови, лоши трипови и принцезе из Портобела (2001)
- Mates, Dates and Sleepover Secrets (Добри типови, лоши трипови и тајне спавања) (2002)
- Mates, Dates and Sole Survivors (Добри типови, лоши трипови и једини преживели) (2002)
- Mates, Dates and Mad Mistakes (Добри типови, лоши трипови и луде грешке) (2003)
- Mates, Dates and Pulling Power (Добри типови, лоши трипови и снага привлачења) (2003)
- Mates, Dates and Tempting Trouble (Добри типови, лоши трипови и искушења) (2004)
- Mates, Dates and Great Escapes (Добри типови, лоши трипови и велика бекства) (2004)
- Mates, Dates and Chocolate Cheats (Добри типови, лоши трипови и чоколадне преваре)(2005)
- Mates, Dates and Diamond Destiny (Добри типови, лоши трипови и дијамантска судбина) (2005)
- Mates, Dates and Sizzling Summers (Добри типови, лоши трипови и цврчање страсти) (2007)
- Mates, Dates and Saving the Planet (Добри типови, лоши трипови и спашавање планете) (2008)
- Mates, Dates and Flirting (Добри типови, лоши трипови и флертовање) (2008)
- Mates, Dates: The Secret Story (Добри типови, лоши трипови: Тајна прича) (2009)
- The Mates, Dates Guide to Life, Love and Looking Luscious (Добри типови, лоши трипови: Водич за живот, љубав и сочан изглед) (2005)

#### Истина, изазов, пољубац, обећање
- Безазлене лажи (2002)
- Поп принцеза (2002)
- Teen Queens and Has-Beens (Краљице тинејџерке и оне које су то биле) (2003)
- Двоструки изазов (2004)
- Филмски пољубац (2005)
- Летњи бродолом (2005)
- Љубавна лутрија (2006)
- Сви заједно (2006)

#### Cinnamon Girl (Цимет девојке)
- This Way to Paradise (Пут за Рај) (2007)
- Starting Over (Нови почетак) (2007)
- Looking for a Hero (У потрази за херојем) (2008)
- Expecting to Fly (Очекивати летење) (2009)

#### Зодијак девојке
- Од штреберке до богиње: Близанци (2007)
- Рецепт за побуну: Стрелац (2007)
- Краљица снижења: Бик (2007)
- Brat Princess: Leo (Размажена принцеза: Лав) (2007)
- Star Child: Virgo (Звездано дете: Девица) (2008)
- Близнакиње у невољи: Шкорпија (2009)
- Створена за плес: Ован (2009)
- Клуб деверуша: Вага (2009)